# Maja Cerar
Maja Cerar, slovenska violinistka, * 27. maj 1972, Zürich.
Violino je začela igrati z osmimi leti, s 13-imi pa je pričela študij na Visoki šoli za glasbo in gledališče Zürich/Winterthur pri Aidi Piraccini-Stucki. Izpopolnjevala se je pri Dorothy DeLay v New Yorku ter obiskovala mojstrske tečaje pri Zaharju Bronu, Francu Gulliju, Igorju Ojstrahu ter Igorju Ozimu. Od debuta v züriški Tonhalle leta 1991 koncertira kot solistka z uglednimi orkestri in dirigenti, z recitali je nastopala v Parizu, Rimu, Ljubljani, New Yorku, Washingtonu, Chicagu ter na festivalih v Evropi (Davos, Lockenhaus, Ljubljana, Barcelona), Ameriki (New York, Aspen, Vermont, Santa Fe, Austin, Phoenix, San Diego, Minneapolis, Mexico City) in Aziji (Singapur).  Pogosto sodeluje s skladatelji, med njimi so Beat Furrer, György Kurtág, Uroš Krek, Ivo Petrič in John Zorn. Njen repertoar sega od del baroka do najnovejših, na nastopih pa vključuje tudi živo elektroniko, ples in teater. Poleg tega in številnih koncertov končuje doktorat iz muzikologije z disertacijo o Schubertovi komorni glasbi na Univerzi Columbia v New Yorku, na kateri tudi predava zgodovino glasbe, raziskuje Schoenbergovo delo in je članica uredništva revije Current Musicology. V zadnjem letu je kot gostja glasbeno zgodovino predavala tudi na univerzah Rutgers in Fordham. Igra na violino D. Nicolausa Amatija iz leta 1723. Živi in deluje med Zürichom in New Yorkom, leta 2006 pa se je poročila s skladateljem Douglasom Geersom.